# Matthias Stomer
Mathias Stomer (Amersfoort, c. 1600 - Sicília, c. 1650) va ser un pintor neerlandès d'estil tenebrista, englobat en el cercle de pintors del caravaggisme. El seu nom s'escriu de formes diverses, figura en algunes fonts com Matthias Stomer, i en altres com Mathias Stom.
Es coneixen poques dades segures de la seva vida. Es creu que es va iniciar en la pintura amb Abraham Bloemaert a Utrecht. Després va viatjar a Roma, on entre 1620 i 1623 va ser deixeble del pintor caravaggista Gerrit van Honthorst. D'aquí va passar a Nàpols, i el 1640 es va instal·lar a Sicília. La data de la seva mort no es coneix, encara que el seu últim esment és de 1650.
Stomer s'explica entre els caravaggistes nòrdics més importants, juntament amb Honthorst. Es diferencia d'aquest pel seu colorit més càlid i limitat, en general en gammes terroses, i pel predomini dels temes religiosos en la seva producció, davant de les escenes de gènere o quotidianes que Honthorst i altres tenebristes solien fer.
Entre les seves obres, es poden citar Samsó i Dalila (Palau Barberini de Roma),L'adoració dels pastors (Viena, Museu Liechtenstein) i La incredulitat de sant Tomàs del Museu del Prado, que algunes fonts segueixen atribuint per error a Gerrit van Honthorst.
Hi ha altres obres seves al Museu Nacional d'Art de Catalunya, al Museu Thyssen-Bornemisza de Madrid ( El sopar en Emaús), Museu Sant Pius V de València (Sant Sebastià atès per Irene i la seva criada), Galeria Nacional d'Irlanda (Dublín) i al Museu de la Universitat Bob Jones de Greenville (Carolina del Sud).